# QHarmony

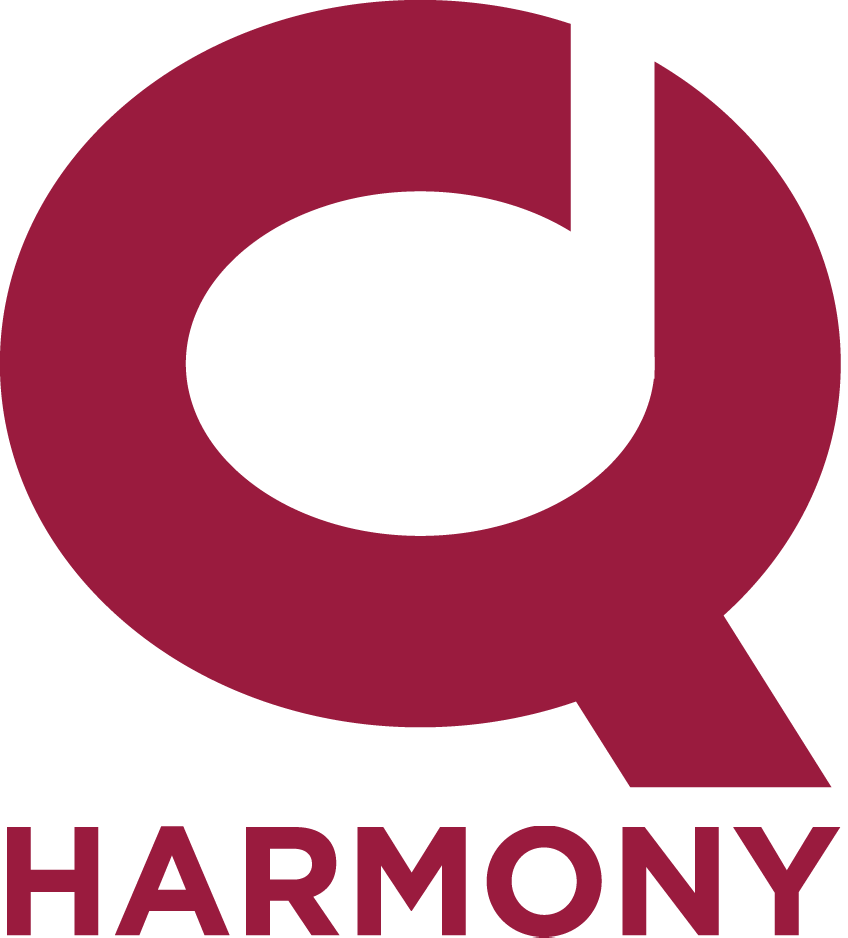
Het logo van QHarmony

QHarmony is het enige studentenharmonieorkest van Nijmegen. Het is opgericht in 1997 door enkele studenten en medewerkers van de toenmalige Katholieke Universiteit Nijmegen (tegenwoordig: Radboud Universiteit).

## Leden
Het orkest staat open voor studenten en medewerkers van de Radboud Universiteit en de Hogeschool Arnhem Nijmegen. In de praktijk zijn vooral studenten van beide onderwijsinstellingen lid (vandaar ook het actief voeren van 'studentenorkest'). De bezetting wisselt van jaar tot jaar sterk door natuurlijk verloop, maar desondanks weet het orkest al jaren een vrij stabiel ledenaantal van ten minste 60 leden te handhaven. De meeste leden zijn tussen 2 en 4 jaren lid.

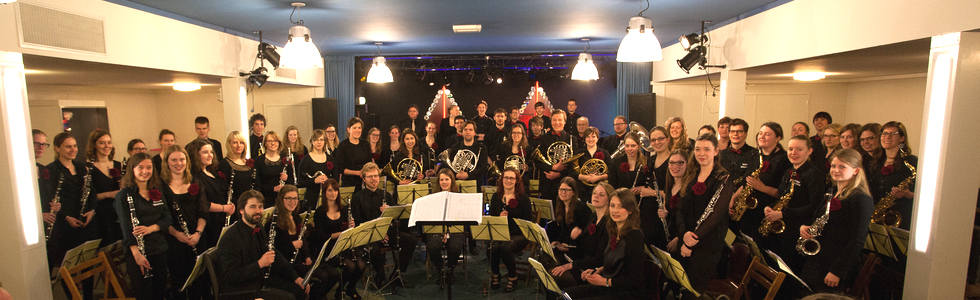
QHarmony in maart 2015

## Optredens
Studentenorkest QHarmony treedt regelmatig op in diverse plaatsen van het land. De meeste optredens zijn samen met een ander regulier orkest of studentenorkest. Ook wordt er samenwerking gezocht met toneelverenigingen, koren en dansgroepen. Verder wordt ook regelmatig in ensemble-bezetting opgetreden. Dit laatste gebeurde eerst onder de naam 'QEnsemble', tegenwoordig wordt de naam 'QLite' gebruikt. Ook heeft QHarmony tegenwoordig een blaaskapel, 'TeQuila', die de minder formele optredens in de omgeving van Nijmegen verzorgt.

## Dirigenten
- 1997-2000: Jos de Klein
- 2000-2009: Albert van der Heide
- 2009-2014: Maron Teerds
- 2014-2020: Jan Nellestijn
- 2020-heden: Henk-Jan Heijnen